# بطولة العالم لسباق الدراجات على الطريق 1930
بطولة العالم لسباق الدراجات على الطريق 1930 هي الدورة ال10 من بطولة العالم لسباق الدراجات على الطريق، أجريت في لييج، بلجيكا.

## النتائج النهائية
| المسابقة            | ذهبية                   | فضية                  | برونزية                 |
| ------------------- | ----------------------- | --------------------- | ----------------------- |
| الرجال              |                         |                       |                         |
| سباق الطريق المداري | ألفريدو بيندا (إيطاليا) | لياركو غيرا (إيطاليا) | Georges Ronsse (بلجيكا) |